# 計石站
計石站（日语：／ Hakariishi eki */?）是位於日本福井縣福井市計石町的西日本旅客鐵道（JR西日本）越美北線（九頭龍線）鐵路車站。
由起點越前花堂站至本站屬福井市内。

## 車站構造
車站與國道158號並排，採用完全簡易車站模式，只設有側式月台1座，並在月台中央位置建有一座以水泥及木板所搭建而成的候車室。月台上完全沒有其他任何的月台設施，而候車室內則放置了一張塑膠長櫈。
列車靠站時，往九頭龍湖方向為右側上落；往福井方向為左側上落。
| 路線      | 上下行 | 方向         |
| --------- | ------ | ------------ |
| ■越美北線 | 上行   | 福井方面     |
| ■越美北線 | 下行   | 九頭龍湖方向 |

## 歷史
- 1960年12月15日 ： 越美北線勝原站開業時設置。
- 1987年4月1日 ： 國鐵分割民營化成為西日本旅客鐵道車站。
- 2004年：
  - 7月18日 ： 豪雨使越美北線全線運行停止。
  - 9月11日 ： 美山站與越前大野站間列車運行再開。

## 使用狀況
根據國土交通省「國土數值情報」，以下為1日平均上下車人次：
| 年度 | 1日平均 乘車人次 | 1日平均 乘車人次 |
| ---- | ---------------- | ---------------- |
| 2011 | 13               |                  |
| 2012 | 10               |                  |
| 2013 | 13               |                  |
| 2014 | 8                |                  |
| 2015 | 20               |                  |
| 2016 | 14               |                  |
| 2017 | 11               |                  |
| 2018 | 8                |                  |
| 2019 | 6                |                  |
| 2020 | 6                |                  |
| 2021 | 6                |                  |
| 2022 | 8                |                  |

## 相鄰車站
西日本旅客鐵道
■九頭龍線（越美北線）
越前大宮－計石－牛原

## 外部連結
- 計石站（JR西日本） （页面存档备份，存于）